# Les Enfants de Timpelbach (film)
Pour plus de détails, voir Fiche technique et Distribution.
Les Enfants de Timpelbach est un film franco-belgo-luxembourgeois réalisé par Nicolas Bary, tourné 2008.
Il s'agit d'une adaptation du roman jeunesse Les Enfants de Timpelbach.

## Synopsis
Manfred (Raphaël Katz), un jeune garçon, vit à Timpelbach, un village isolé semblant idyllique, mais au sein duquel les enfants multiplient farces et mauvais coups contre certains de leurs camarades et contre les adultes. Exaspérés, ces derniers veulent donner une leçon aux enfants en feignant de les abandonner à leur sort pour leur faire peur et les ramener à la raison. Ils quittent ainsi le village, discrètement pendant la nuit, prétextant partir à tout jamais, mais avec l'intention de revenir en fin de journée.
L'expérience des adultes vire au drame lorsque, perdus dans la forêt, ils se font arrêter et emprisonner par des soldats étrangers qui les accusent de tenter une invasion de leur pays. Ils réalisent alors, outre leur situation peu enviable, qu'ils ont réellement laissé leurs enfants livrés à eux-mêmes dans le village isolé, pour une longue durée.
À Timpelbach, les enfants, réalisant la disparition des adultes, éprouvent d'abord de la joie devant leur liberté excessive, puis de l'inquiétude face aux difficultés qu'ils ne savent pas forcément résoudre, notamment l'alimentation. Ils s'organisent alors pour faire revivre le village et subvenir à leurs besoins et, très rapidement, deux bandes rivales se créent : l'une autour de Manfred et Marianne (Adèle Exarchopoulos), plus raisonnable et cherchant à recréer une copie conforme démocratique mais moralisatrice de la société de leurs parents, l'autre menée par Oscar (Baptiste Bétoulaud), vivant dans la violence et l'excès. L'affrontement semble inévitable.

## Fiche technique
Sauf indication contraire, les informations mentionnées dans cette section peuvent être confirmées par la base de données cinématographiques IMDb,  présente dans la section « Liens externes ».
- Titre original : Les Enfants de Timpelbach
- Réalisation : Nicolas Bary
- Scénario : Nicolas Bary, Nicolas Peufaillit et Fabrice Roger-Lacan
- Musique : Frédéric Talgorn
- Direction artistique : Stéphane Cressend et Stanislas Reydellet
- Décors : Olivier Raoux
- Costumes : Agnès Beziers, Laurent Kim et Patrick Lebreton
- Photographie : Axel Cosnefroy
- Son : Henri Morelle, Philippe Vandendriessche, Alain Sironval, Michel Schillings, Nicolas Leroy
- Production : Dimitri Rassam
  - Coproduction : Aton Soumache, Alexis Vonarb, Lilian Eche, Genevieve Lemal et Alexandre Lippens
  - Assistante de production : Charlotte Corrigan
- Sociétés de production[2] :
  - France : Chapter 2, Onyx Films et M6 Films, avec la participation de Canal+, M6 et TPS Star, avec le soutien de La Petite Reine et Eurimages
  - Belgique : Scope Pictures, avec le soutien de la région wallonne et le Tax shelter du Gouvernement fédéral belge
  - Luxembourg : Luxanimation, avec le soutien du Fonds National de Soutien à la Production audiovisuelle du Luxembourg
- Sociétés de distribution[3] : Pathé Distribution (France) ; Alternative Films (Belgique) ; Pathé Films AG (Suisse romande)
- Budget : 14 542 097 €[4]
- Pays de production :  France,  Belgique,  Luxembourg
- Langue originale : français
- Format[5] : couleur (Technicolor) - 35 mm - 2,35:1 (Cinémascope) - son DTS | Dolby SR
- Genre : fantastique, aventures
- Durée : 92 minutes[1]
- Dates de sortie[6] :
  - France, Belgique, Suisse romande : 17 décembre 2008[7],[8]
- Classification[9] :
  - France : tous publics (conseillé à partir de 8 ans)[10],[11]
  - Belgique : tous publics (jeune public) (Alle Leeftijden)[7]
  - Suisse romande : interdit aux moins de 7 ans[12]

## Distribution
- Raphaël Katz[1] : Manfred
- Adèle Exarchopoulos : Marianne
- Léo Legrand : Thomas
- Gérard Depardieu[1] : Le général Igor
- Carole Bouquet[1] : Mme Drohne
- Armelle : l'institutrice Corbac
- Éric Godon : Stettner
- Baptiste Betoulaud : Oscar Stettner
- Lola Créton : Mireille Stettner
- Léo Paget : Robert Lapointe
- Terry Edinval : Wolfgang
- Florian Goutieras : P'tit Louis
- Mathieu Donne : Gros Paul
- Martin Jobert : Willy Hak
- Ilona Bachelier : Charlotte
- Julien Dubois : Barnabé
- Marcus Vigneron : Charles Benz
- Jonathan Joss : Jean Krög
- David Cognaux : Kevin
- Sacha Lecomte : Philibert
- Tilly Mandelbrot : Erna
- Maxime Riquier : Bobby le Scribe
- Manon Chevallier : Marion
- Valentine Bouly : Paulette
- Talina Boyaci : Zoé
- Vanille Ougen : Kimy
- François Damiens : le livreur
- Éric Naggar : le brigadier Krögel
- Philippe Le Mercier : le maire
- Stéphane Bissot : la mère de Manfred
- Mayane Maggiori : Mme Hak
- Odile Matthieu : la mairesse Krog
- Thierry Desroses : l'abbé
- Isabelle de Hertogh : Edith Benz

## Production

### Tournage
- Lieux de tournage :
  - château de Beaufort, au Luxembourg ;
  - château d'Ansembourg, au Luxembourg[13] ;
  - château d'Eyneburg à La Calamine, en Région wallonne (Belgique)[13].

## Accueil

### Accueil critique
Sur le site d'Allociné le film obtient des critiques mitigées. La presse lui donne une moyenne de 2,8/5 basé sur 18 critiques presse. Les spectateurs lui donnent une moyenne de 3/5.
Sur le site IMDb le film reçoit la note de 5,9/10 basée sur 573 voix.

### Box-office
En France, Les Enfants de Timpelbach n'a pas réussi à atteindre le million d'entrées, le total s'élevant à 743 449.

## Distinctions
Entre 2008 et 2009, Les Enfants de Timpelbach a été sélectionné 3 fois dans diverses catégories et n'a remporté aucune récompense,.

### Nominations
- César 2009 : Meilleurs décors pour Olivier Raoux.

### Sélections
- Festival du film de Sarlat 2008 : avant-premières.
- Festival du Film Francophone de Grèce 2009 : film en compétition.